# Port lotniczy Tioman
Port lotniczy Tioman (IATA: TOD, ICAO: WMBT) – port lotniczy położony na wyspie Tioman, w Malezji.